# Nathaly Kurata
Nathaly Junko Shimizu Kurata (nascida em 10 de fevereiro de 1993) é uma tenista brasileira. Nathaly vem de uma família de atletas, e decidiu jogar tênis quando era criança. Aos 12 anos, ela já participava de competições oficiais. Os avós de Nathaly ainda participavam de campeonatos de tênis ao redor mundo aos 80 anos. Em 2017, os avós de Nathaly, Inês (Mitsu H. Shimizu) e Antônio (Tomihiko Shimizu), já completavam 30 anos de práticas esportivas.
Em 2012, aos 18 anos, ela jogou no Circuito Feminino Future de Tênis.
Ela tem rankings WTA de alta carreira de 399 na categoria individual, alcançado em 16 de julho de 2018, e 387 em duplas, alcançado em 24 de novembro de 2014. Kurata ganhou quatro títulos individuais e cinco em duplas no Circuito Feminino da ITF. Ela chegou ao sétimo lugar no ranking nacional da Confederação Brasileira de Tênis, em 2017. Ela fez sua estreia pela equipe da Fed Cup do Brasil em 2018.
Em 2019, ela jogou em campeonatos na Suiça, na França e na Alemanha. Em 2020, participou de dois ITF W15 no piso duro de Cancún, no México; em um deles enfrentou a carioca Ingrid Martins na semifinal e, no outro, foi eliminada no início da competição.
Nas semifinais Copa Feminina de Tênis de 2021, realizadas em Curitiba, Nathaly Kurata e outras cinco brasileiras (Carolina Alves, Gabriela Cé, Thaísa Pedretti e Teliana Pereira) garantiram vaga no Torneio Internacional Feminino de Tênis - Ano V.

## Final do Circuito ITF
| Torneios de US$ 25.000 |
| Torneios de US$ 15.000 |
| Torneios de US$ 10.000 |

### Individual: 8 (4 títulos, 4 vices)
| Resultado | N. | Data             | Torneio                         | Quadra      | Adversária              | Score        |
| --------- | -- | ---------------- | ------------------------------- | ----------- | ----------------------- | ------------ |
| Vice      | 1. | junho de 2011    | ITF São José dos Campos, Brasil | Saibro      | Maria Fernanda Alves    | 4–6, 5–7     |
| Vice      | 2. | setembro de 2013 | ITF Curitiba, Brasil            | Saibro      | Ana Clara Duarte        | 1–6, 4–6     |
| Vencedora | 3. | outubro de 2014  | ITF Lima, Peru                  | Saibro      | Fernanda Brito          | 6-1, 6-1     |
| Vencedora | 4. | abril de 2017    | ITF São José dos Campos, Brasil | Saibro      | Estábulo de Julieta     | 7-6 (3), 6-0 |
| Vencedora | 5. | julho de 2017    | ITF Campos do Jordão, Brasil    | Quadra dura | Gabriela Ce             | 7–6 (7), 6–4 |
| Vice      | 6. | novembro de 2017 | ITF Encarnação, Paraguai        | Saibro      | Camila Giangreco Campiz | 4–6, 2–6     |
| Vencedora | 7. | dezembro de 2017 | ITF Catanduva, Brasil           | Saibro      | Eduarda Piai            | 6–1, 6–4     |
| Vice      | 8. | junho de 2019    | ITF Klosters, Suíça             | Saibro      | Julia Grabher           | 1–6, 3–6     |

### Duplas: 19 (5 títulos, 14 vices)
| Resultado | N.  | Data             | Torneio                    | Quadra      | Parceira              | Adversárias                                    | Score            |
| --------- | --- | ---------------- | -------------------------- | ----------- | --------------------- | ---------------------------------------------- | ---------------- |
| Vice      | 1.  | 3 Junho 2013     | Santos, Brasil             | Saibro      | Ana Clara Duarte      | Andrea Benítez Carla Forte                     | 4–6, 1–6         |
| Vencedora | 2.  | 25 Novembro 2013 | São Paulo, Brasil          | Saibro      | Eduarda Piai          | Gabriela Cé Lee Pei-chi                        | 6–2, 1–6, [10–8] |
| Vice      | 3.  | 9 Junho 2014     | Villa del Dique, Argentina | Saibro      | Nathália Rossi        | Carolina Alves Constanza Vega                  | 6–7(4), 2–6      |
| Vencedora | 4.  | 25 Julho 2014    | Campos do Jordão, Brasil   | Quadra dura | Giovanna Tomita       | Carolina Alves Ingrid Gamarra Martins          | 6–3, 6–2         |
| Vice      | 5.  | 25 Agosto 2014   | Quito, Equador             | Saibro      | Eduarda Piai          | María Paulina Pérez Paula Andrea Pérez         | 5–7, 6–7(5)      |
| Vice      | 6.  | 24 Outubro 2014  | Lima, Peru                 | Saibro      | Cecilia Costa Melgar  | Sofía Luini Guadalupe Pérez Rojas              | 4–6, 3–6         |
| Vice      | 7.  | 10 Maio 2015     | Villa María, Argentina     | Saibro      | Eduarda Piai          | Ana Victoria Gobbi Monllau Constanza Vega      | 2–6, 3–6         |
| Vice      | 8.  | 2 Agosto 2015    | Buenos Aires, Argentina    | Saibro      | Eduarda Piai          | Fernanda Brito Daniela Seguel                  | 2–6, 2–6         |
| Vice      | 9.  | 9 Agosto 2015    | Buenos Aires, Argentina    | Saibro      | Eduarda Piai          | Fernanda Brito Daniela Seguel                  | 3–6, 2–6         |
| Vencedora | 10. | 22 Abril 2016    | Bauru, Brasil              | Saibro      | Eduarda Piai          | Carolina Alves Julieta Estable                 | 7–6(4), 7–5      |
| Vice      | 11. | 25 Abril 2016    | Villa del Dique, Argentina | Saibro      | Eduarda Piai          | Fernanda Brito Camila Giangreco Campiz         | 3–6, 5–7         |
| Vice      | 12. | 27 Março 2017    | Campinas, Brasil           | Saibro      | Giovanna Tomita       | Gabriela Cé Thaisa Grana Pedretti              | 1–6, 3–6         |
| Vice      | 13. | 18 Junho 2017    | Hammamet, Tunísia          | Saibro      | Eduarda Piai          | María Paulina Pérez Paula Andrea Pérez         | 3–6, 3–6         |
| Vice      | 14. | 16 Julho 2017    | Campos do Jordão, Brasil   | Saibro      | Rebeca Pereira        | Ingrid Gamarra Martins Camila Giangreco Campiz | 3–6, 6–7(1)      |
| Vice      | 15. | 30 Julho 2017    | Campos do Jordão, Brasil   | Quadra dura | Eduarda Piai          | Gabriela Cé Thaisa Grana Pedretti              | 5–7, 4–6         |
| Vice      | 16. | 4 Novembro 2017  | Asunción, Paraguai         | Saibro      | Thaisa Grana Pedretti | Fernanda Brito Camila Giangreco Campiz         | 6–7(7), 4–6      |
| Vice      | 17  | 11 Novembro 2017 | Encarnación, Paraguai      | Saibro      | Thaisa Grana Pedretti | Lara Escauriza Bárbara Gatica                  | 4–6, 4–6         |
| Vencedora | 18. | 3 Dezembro 2017  | Catanduva, Brasil          | Saibro      | Eduarda Piai          | Melina Ferrero Sofía Luini                     | 6–2, 6–3         |
| Vencedora | 19. | 28 Abril 2018    | Villa del Dique, Argentina | Saibro      | Eduarda Piai          | Fernanda Brito Dominique Schaefer              | 6–0, 6–4         |